# 虹色の湖
「虹色の湖」（にじいろのみずうみ）は、1967年10月10日に発売された中村晃子の7枚目のシングルである。

## 解説
- 1967年当時音楽界を席巻していた “一人GS” 風の編曲・演奏である。
- 1965年のレコード・デビュー以来、中村晃子自身初めてのヒット曲（売上は当時の累計で80万枚[2][3]）で、中村は1968年の『第19回NHK紅白歌合戦』へ初の出場を果たした。ロ短調である。
- オリジナル7インチシングル盤には2種類、ジャケットが存在する。一つは赤色の背景に中村の右側の横顔を撮影したもの、もう一つは黒色の背景に足を組んだ中村の全身が撮影されたものである。
- 変ニ長調のB面曲「夢みていたい」は、永く未CD化状態にあったが、2014年11月19日に発売されたコンピレーションアルバム『昭和歌謡ジュークボックス 中村晃子60'sシングルコレクション』で漸く商品化されたほか、オリジナル7インチシングル盤の体裁に基づいたマキシシングルも2015年9月2日にMEG-CDとして発売されている（ミュージックグリッド：MSCL-12782）。
- オリジナル7インチシングル盤歌詞カードには、詞と共に本作のメロディー譜が印刷されている[4]。
- 1968年に中村が出演した松竹映画『進め!ジャガーズ 敵前上陸』では、主演のザ・ジャガーズをバックに本曲を歌っている。
- 2015年には市川実日子出演の公益社団法人びわこビジターズビューローのテレビCMに挿入歌として使用されている。

## 収録曲
1. 虹色の湖 (2分34秒)
作詞：横井弘、作曲：小川寛興、編曲：森岡賢一郎
演奏：津々美洋とオールスターズ・ワゴン・プラス・ストリングス[4]
コーラス：ザ・エスカイヤーズ[4]
2. 夢みていたい (3分57秒)
作詞：横井弘、作曲：小川寛興、編曲：森岡賢一郎
演奏：キングオーケストラ[4]
コーラス：ロス・インディオス[4]

## カバー
- 石原詢子（『我がこころの愛唱歌II 〜人情と活気に溢れてたあの時代〜』、CD-BOX『石原詢子 時代のうた』収録）
- 坂本冬美（『LOVE SONGS Ⅳ〜逢いたくて 逢いたくて〜』収録）
- 徳永英明（『VOCALIST VINTAGE』収録）
- 2013年には桑田佳祐が『昭和八十八年度! 第二回ひとり紅白歌合戦』でカバーしている。